# Leonard Whiting
Pour les articles homonymes, voir Whiting (homonymie).
Leonard Whiting est un acteur et chanteur britannique né le 30 juin 1950 à Wood Green, dans le quartier de Haringey à Londres. Il est principalement connu pour son rôle de Roméo Montaigu dans l'adaptation de Roméo et Juliette par Franco Zeffirelli en 1968.

## Biographie

### Origines et famille
Il est né dans la région de Wood Green à Londres, en Angleterre, fils unique Arthur Leonard Whiting et de Peggy Joyce O'Sullivan. Il a des origines anglaise, irlandaise et une certaine ascendance roumaine/romanichelle. Leonard a fréquenté l'école St. Richard of Chichester, à Camden Town, laissant seulement une semaine ou deux avant de commencer à travailler sur le film Roméo et Juliette en 1967.

### Débuts au cinéma et musique
Il débute sur scène à l'âge de douze ans, dans la comédie musicale Oliver! où il tient le rôle du renard. À 17 ans, il est choisi par Franco Zeffirelli pour interpréter Roméo dans son Roméo et Juliette. Sa prestation lui vaut le Golden Globe de la révélation masculine de l'année. Malgré le succès obtenu à l'époque par le film, Leonard Whiting met fin dès les années 1970 à sa carrière au cinéma et se consacre ensuite principalement au théâtre, en n'apparaissant plus à l'écran que de manière très occasionnelle. 
En 1976, il est remarqué par le jeune ingénieur du son Alan Parsons qui s'est fait connaitre pour son travail aux studios Studios Abbey Road, sur les albums désormais réputés Abbey Road des Beatles et The Dark Side of the Moon de Pink Floyd. Alan travaille sur ce qui deviendra le premier album de son groupe, le Alan Parsons Project, Tales of Mystery and Imagination, Leonard chante sur la pièce The Raven et fait la narration sur l'ouverture de la longue suite The Fall of the House of Usher.

## Carrière
Whiting a été repéré par un agent aux Connaught Rooms où il se produisait lors d'un mariage juif à l'âge de 12 ans. Il n'a interprété qu'une chanson (Summertime) qu'il avait répétée comme une chanson unique avec le groupe Teal Lewis & Yhe Fourtunes qui animaient la soirée. Ceci a été mis en place par son père pour le faire remarquer. Après l'avoir entendu chanter, l'agent lui a suggéré d'essayer pour Oliver de Lionel Bart! qui a constamment besoin de remplacements pour ses enfants artistes. Whiting a joué Artful Dodger dans la comédie musicale londonienne pendant 18 mois et a passé 13 mois au National Theatre de Laurence Olivier dans la production de Love for Love de William Congreve aux côtés d'Olivier, qui a ensuite fait une tournée à Moscou et à Berlin.
Le réalisateur Franco Zeffirelli a décrit sa découverte, faite à partir de 300 jeunes auditionnés pendant plus de trois mois : « Il a un visage magnifique, une douce mélancolie, une douceur, le genre de jeune homme idéaliste que devrait être Romeo ».  
Il est également réputé pour son rôle sur la scène en tant que Artful Dodger dans la distribution londonienne d’Oliver, où il a remplacé Davy Jones lorsque celui-ci et la plupart des acteurs londoniens ont été transférés à New York lorsque la production a été présentée sur Broadway.
En 1976, sa voix attira l'attention d'Alan Parsons, ingénieur aux studios Studios Abbey Road pour les albums Abbey Road des Beatles et The Dark Side of the Moon de Pink Floyd, et qui était en train d'enregistrer le premier album du Alan Parsons Project, Tales of Mystery and Imagination. Leonard Whiting a chanté sur la pièce "The Raven" et a également narré l'introduction de l'interprétation musicale en cinq parties de The Fall of the House of Usher sur l'album original de 1976, qui a ensuite été remplacé par Orson Welles dans la version remixée de 1987.
En 1990, il a fait entendre la voix du scientifique Urpney Urpgor dans la série télévisée d'animation pour enfants The Dreamstone. Après avoir interprété le personnage pendant trois saisons, il a été remplacé par Colin Marsh pour la quatrième et dernière saison.
En 2014, il retrouve Olivia Hussey pour le film Social Suicide (2015), leur première collaboration au cours des 46 années écoulées depuis Roméo et Juliette. Le 30 décembre 2022, les deux acteurs ont porté plainte à Santa Monica, en Californie, pour 500.000.000 de $ : ils accusent le studio Paramount, qui a produit le film, de les avoir sexuellement exploités en diffusant une scène intime, qui dévoile leurs fesses et leurs poitrines nues. Leur plainte est rejetée à deux reprises par la justice américaine : une première fois le 25 mai 2023, et une seconde fois le 21 octobre 2024.

## Vie privée
En 1971, Whiting épouse la mannequin Cathee Dahmen. En 1972, ils ont une fille, Sarah Beth Whiting. Ils divorcent en 1977. En 1995, il épouse son assistante Lynn Presser. Whiting a mis fin pour l'essentiel à sa carrière cinématographique au milieu des années 1970, avant de se consacrer ensuite à sa carrière théâtrale en tant qu'acteur et écrivain. Il habite Londres.

## Filmographie
- 1966 : The Legend of Young Dick Turpin
- 1968 : Roméo et Juliette de Franco Zeffirelli
- 1969 : The Royal Hunt of the Sun d'Irving Lerner
- 1969: Casanova, un adolescent à Venise de Luigi Comencini
- 1971 : Say Hello to Yesterday d'Alvin Rakoff
- 1972 : À la guerre comme à la guerre de Bernard Borderie
- 1973 : Frankenstein: The True Story de Jack Smight
- 1974 : Rachel's Man de Moshé Mizrahi
- 2015 : Social Suicide de Bruce Webb : Mr Coulson

## Discographie
- 1965 : The Piper/That's What Mamma Say - Single promo.
- 1968 : What Is A Youth/Farewell Love Scene - Leonard est présent sur la face B avec Olivia Hussey et Pat Heywood.
- 1976 : Tales of Mystery and Imagination du Alan Parsons Project - Chant sur The Raven et narration sur l'introduction de The Fall of the House of Usher.